# Światowy Dzień Mleka
Światowy Dzień Mleka, (ang.) World Milk Day – coroczne święto z inicjatywy FAO.
Pierwsze obchody odbyły się w 2001 roku.
Dzień ten jest okazją do skupienia uwagi na mleku i nagłośnienia działalności związanej z produkcją mleka i przemysłu mleczarskiego. Fakt, że wiele krajów decyduje się to zrobić w tym samym dniu (lub w danym tygodniu) nadaje dodatkową wagę do poszczególnych uroczystościach narodowych i pokazuje, że mleko jest globalną żywnością.